# Fonderia di Mongiana

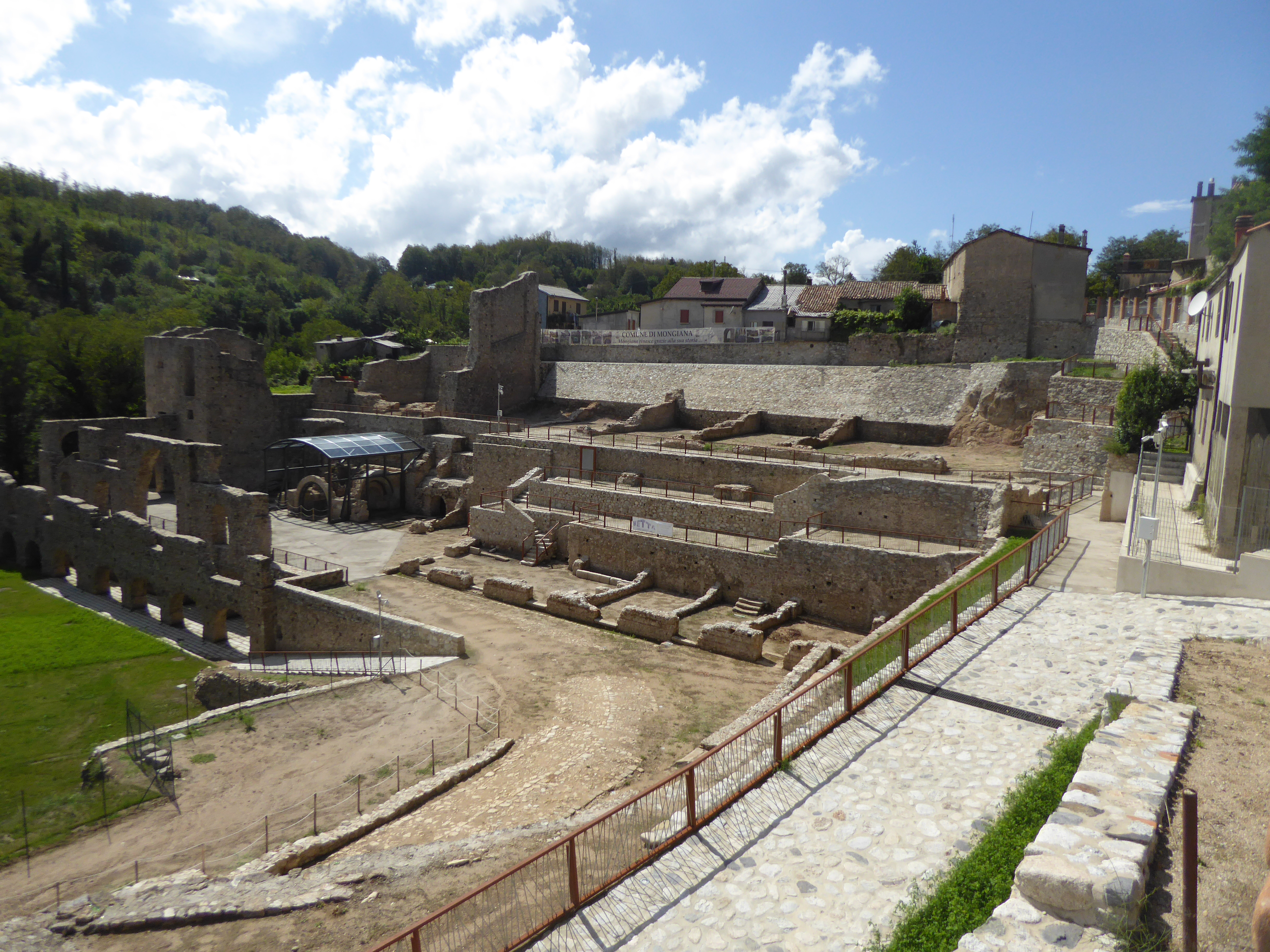
Fonderia di Mongiana (agosto 2018)

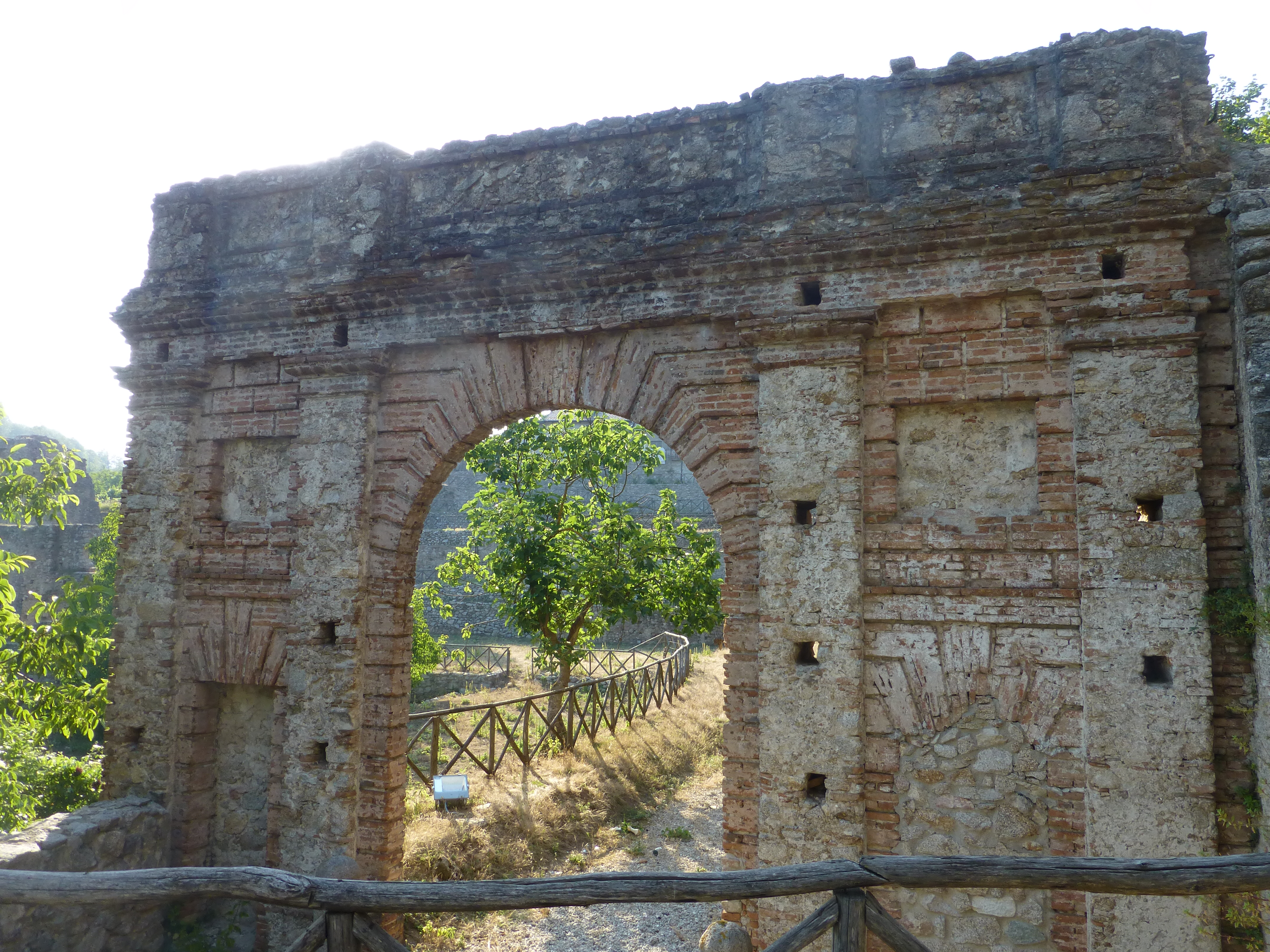
Ingresso principale della fonderia di Mongiana

Ruderi della Fonderia di Mongiana

La Fonderia di Mongiana è stata una fonderia costruita a Mongiana, in Calabria nel '700 durante il Regno di Napoli per la produzione di manufatti in ferro, facente parte del Polo siderurgico di Mongiana. Dal 2019 rientra dei beni del MUFAR.

## Descrizione
(Descrizione della fonderia)
In origine prima della ricostruzione fu costruita in legno. e aveva solo un ingresso principale e un unico altoforno.
L'area della fonderia occupava più di 2 000 metri quadrati (65 × 35 m).
Nel 1874 il corpo principale risultava grande 38 × 18 m.

## Storia

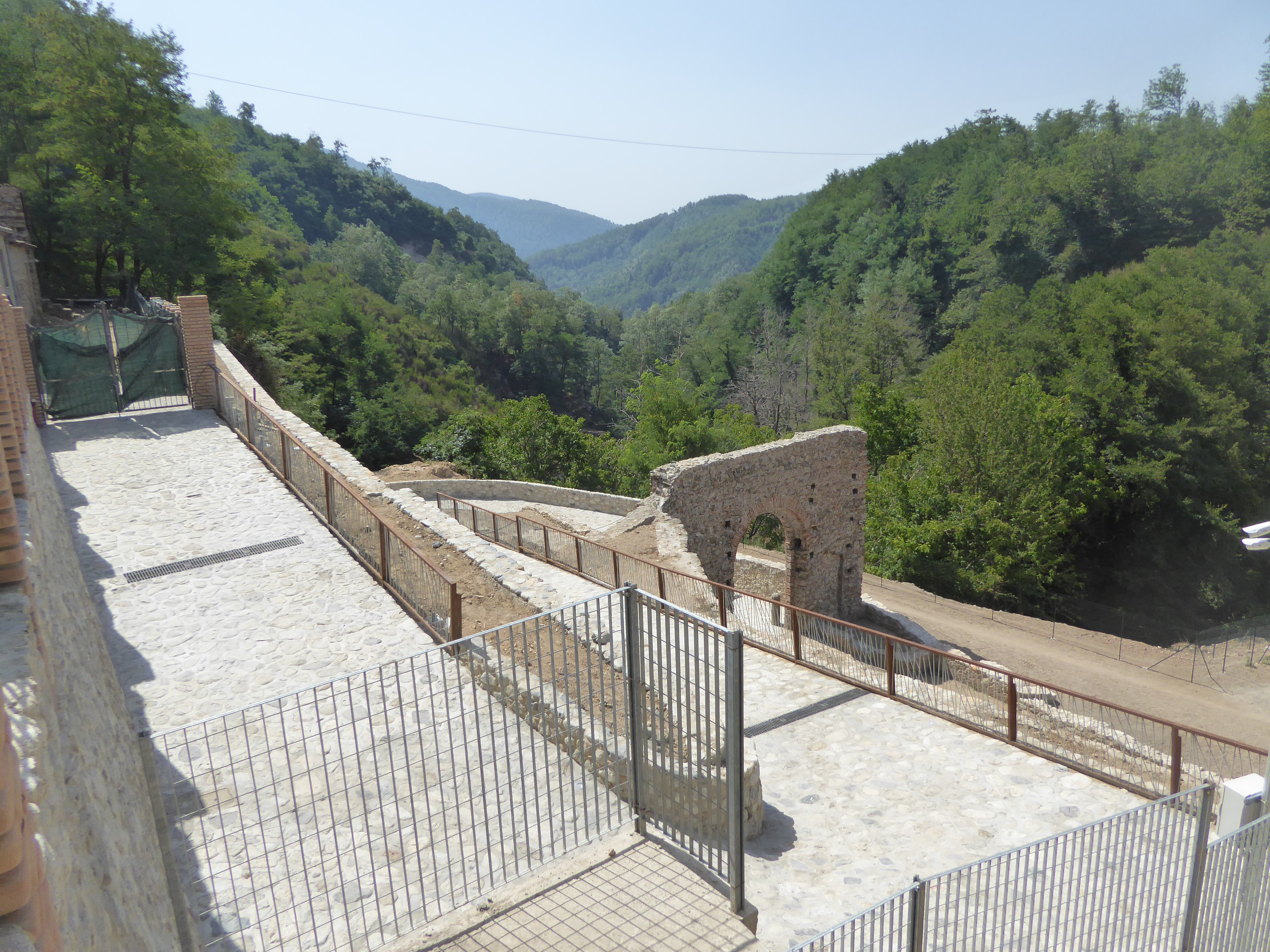
Fonderia di Mongiana ingresso - Stato dei lavori 2017

Non si è a conoscenza di quando fu costruita la prima volta, in quanto le progenitrici della fonderia probabilmente erano delle semplici costruzioni in legno al cui interno vi era il forno fusore.
Le prime notizie si hanno al termine del XVIII secolo quando dopo il Terremoto del 1783 venne ricostruita. Durante il periodo francese venne ammodernata, per essere poi nuovamente superata negli anni '30 dell'Ottocento, durante il periodo borbonico.
Tra il 1835 e il 1855 si riprese grazie all'adozione di alcuni miglioramenti, fu colpita da un'alluvione nel 1850 e di nuovo nel 1855.
Fu costruita nuovamente dall'ingegnere positanese Domenico Fortunato Savino.
Dopo l'abbandono del polo siderurgico di Mongiana da parte del regno d'Italia nel 1874, i proprietari, del terreno, agricoltori, misero su un vigneto.

### Oggi
Oggi è uno dei siti archeologici facenti parte dell'Ecomuseo delle ferriere e fonderie di Calabria e da agosto 2019 del MUFAR.
Il 19 giugno 2016 viene annunciata la scoperta di 3 nuovi altiforni, già menzionati in una relazione del 3 maggio 1845. Da allora si sono svolti per tre anni dei lavori di recupero e restauro di un nuovo altoforno conclusasi con l'inaugurazione del sito ad agosto 2019.

## Galleria d'immagini

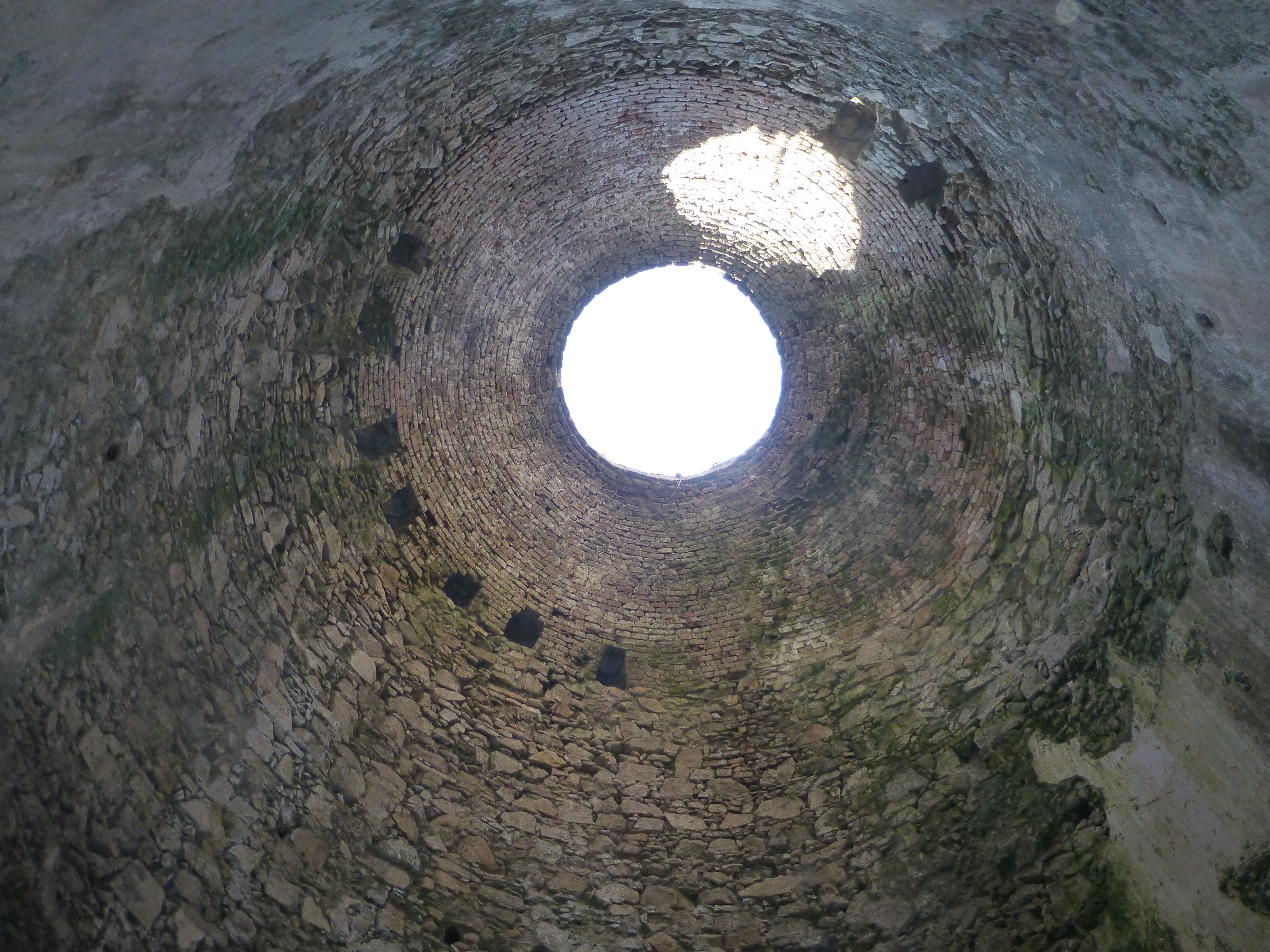
Altoforno della fonderia di Mongiana visto dall'interno
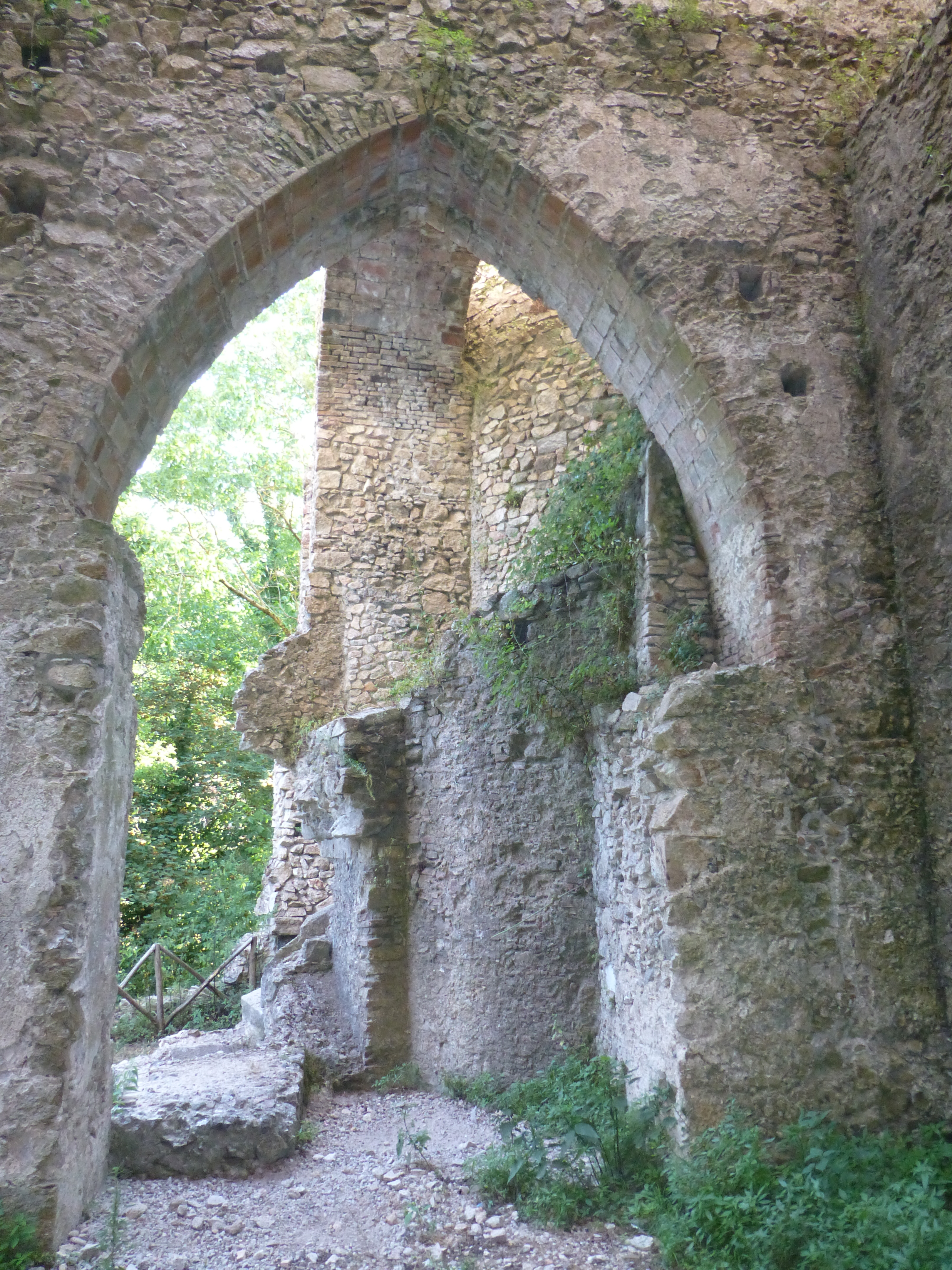
Arco a sesto acuto della fonderia di Mongiana
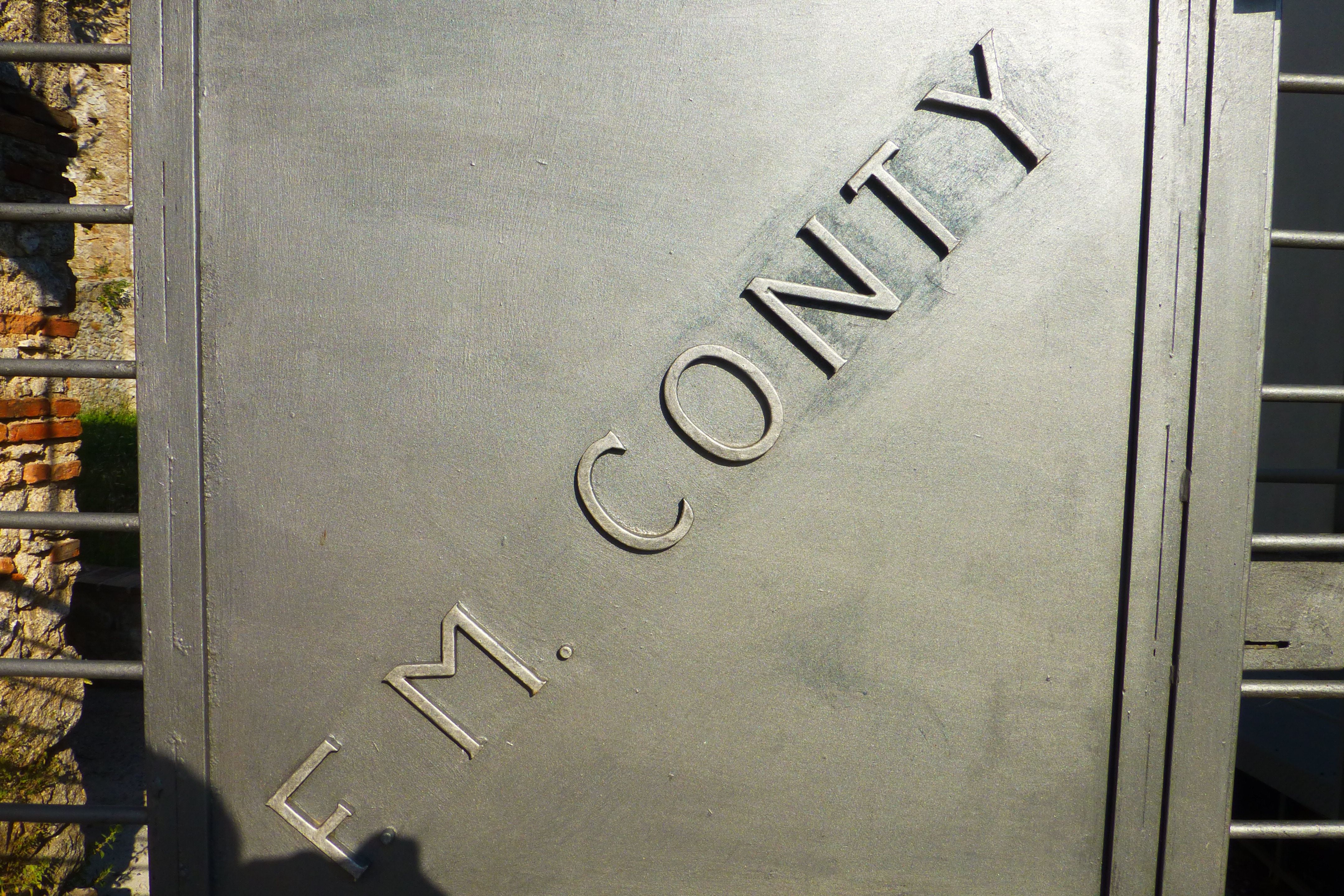
Conty Mongiana
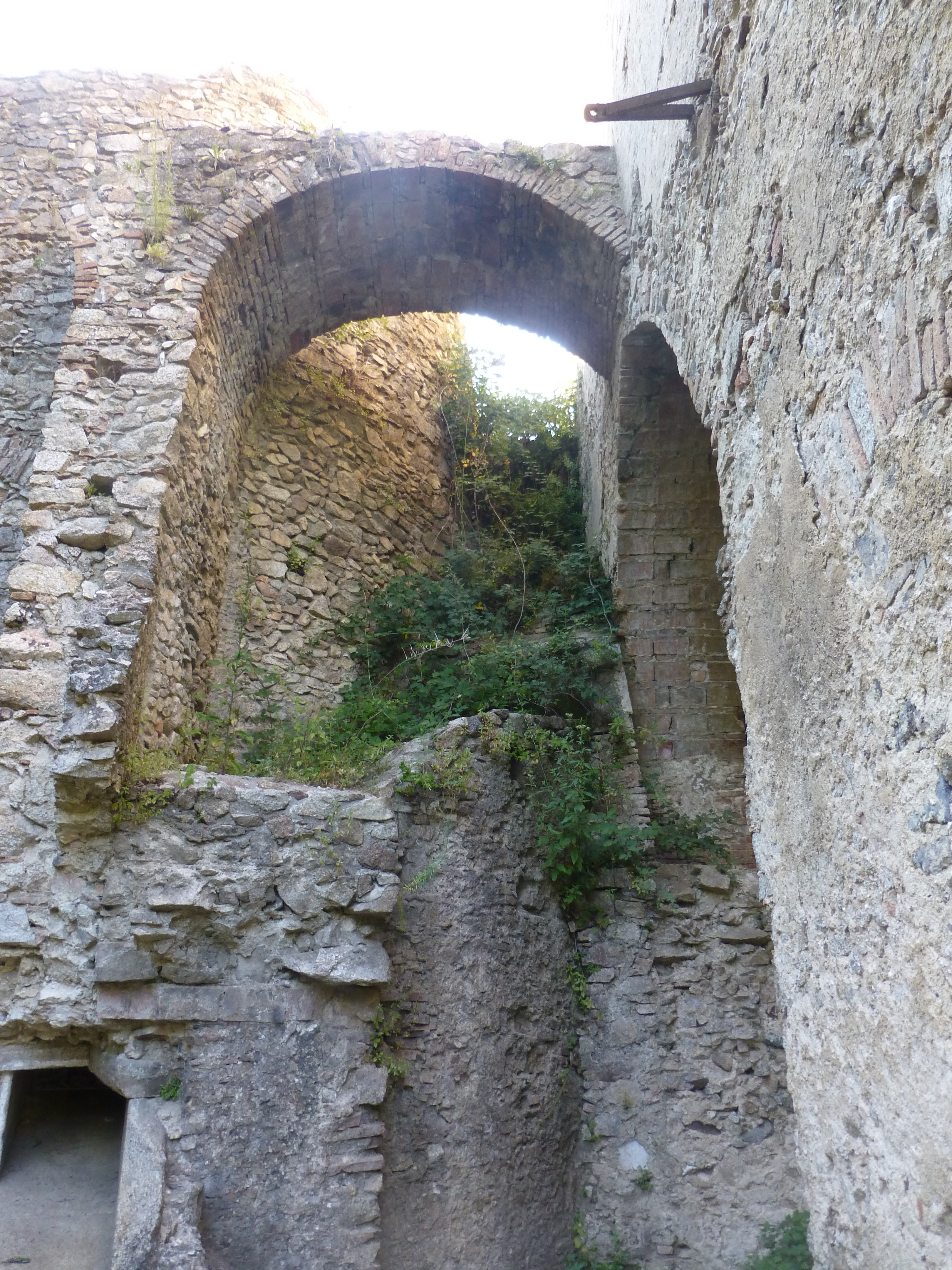
Dettaglio fonderia di Mongiana
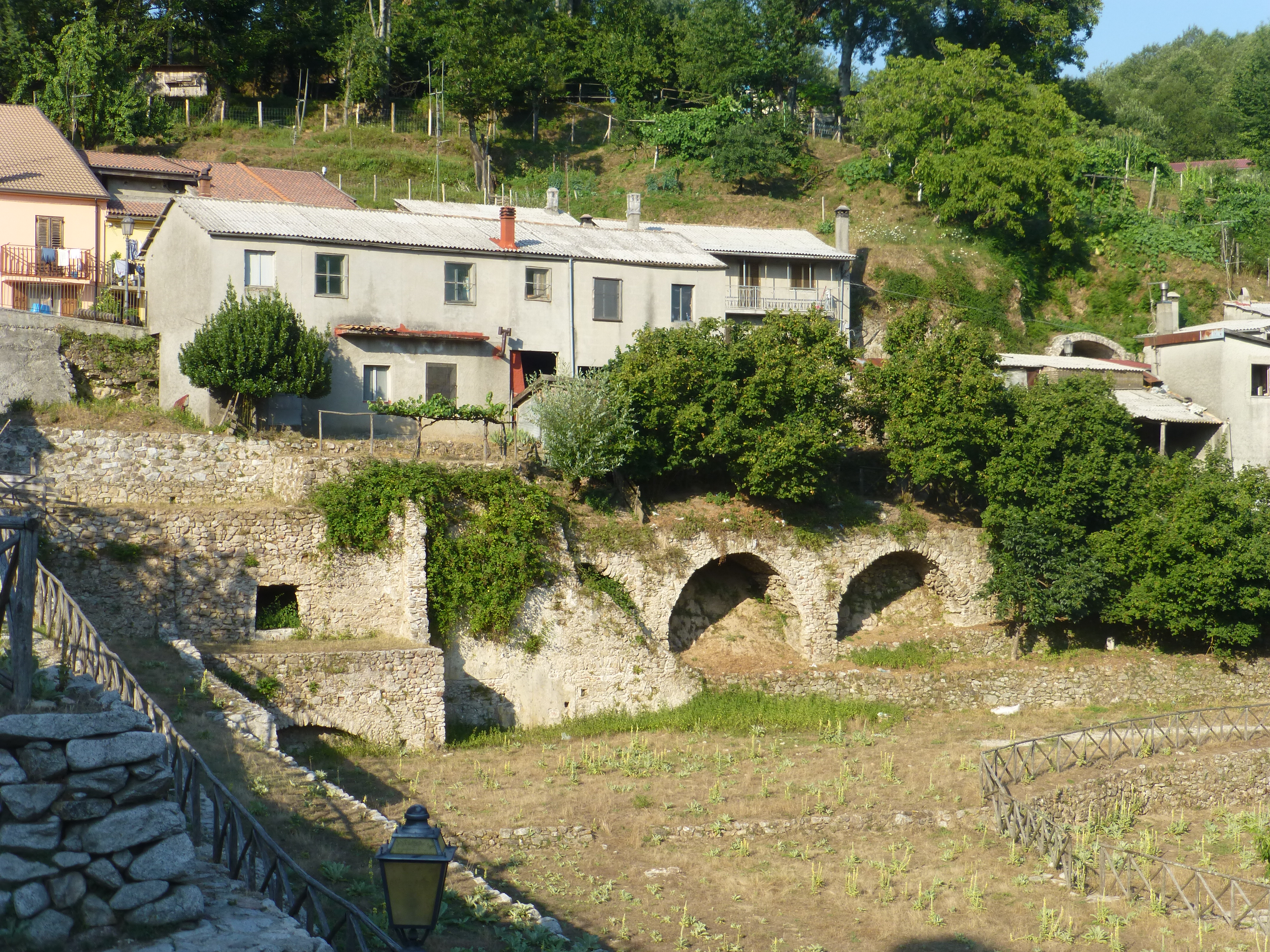
Dettaglio fonderia di Mongiana
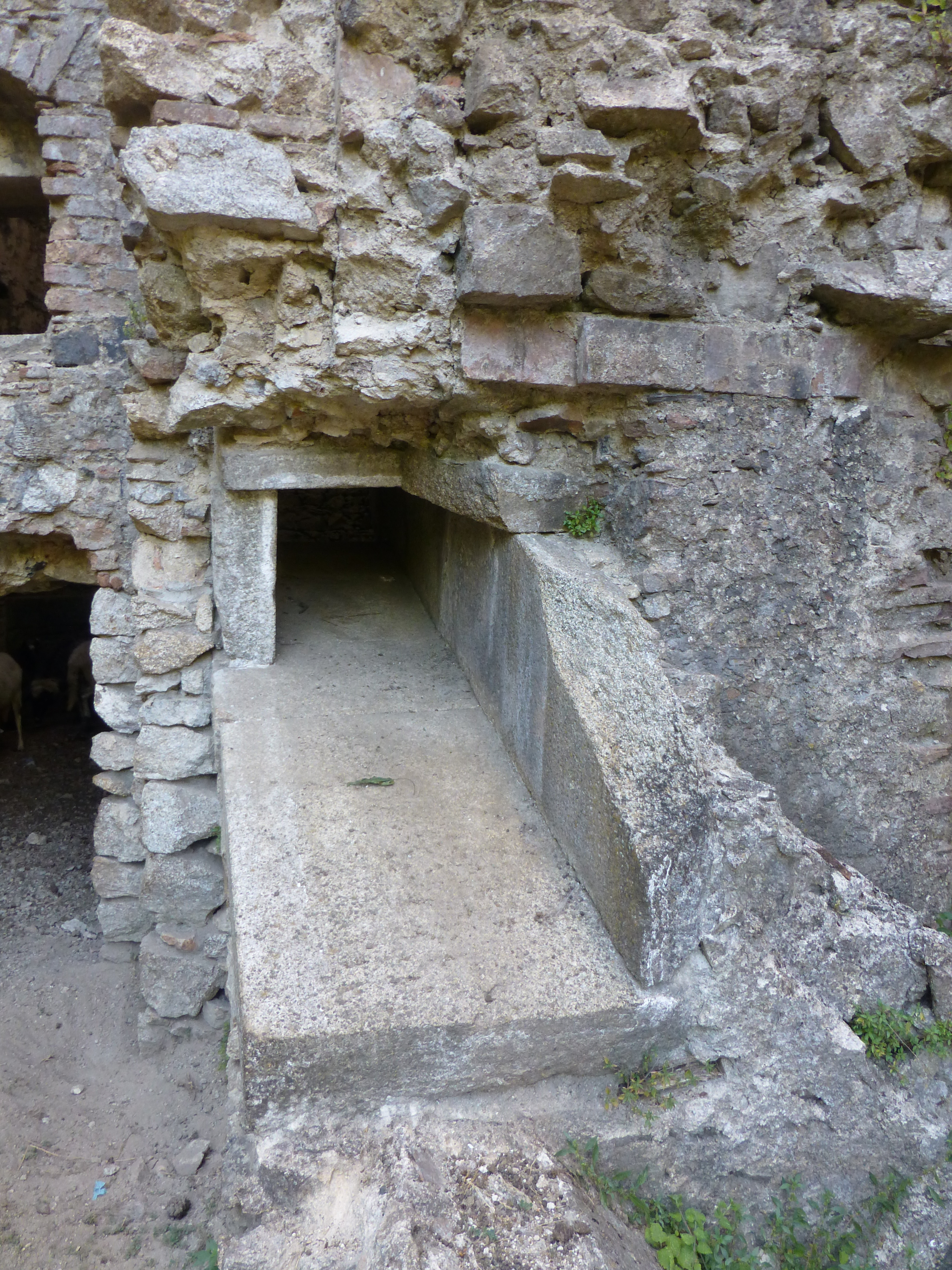
Uscita del liquido dall'altoforno di Mongiana